# تلسکوپ فضایی سنتینل
تلسکوپ فضایی سنتینل (انگلیسی: Sentinel Space Telescope) یک رصدخانه فضایی است که توسط هوافضا و فناوری‌های بال برای بنیاد بی۶۱۲ در حال طراحی و توسعه است. هدف بنیاد بی۶۱۲ حفاظت زمین در برابر برخورد سیارک‌ها است و تلسکوپ سنتینل نخستین فضاپیمای این بنیاد در راستای اهداف و مأموریت‌های خود است.
تلسکوپ فضایی سنتینل به گونه‌ای طراحی می‌شود که قادر به تشخیص ۹۰ درصد سیارک‌های با قطر بزرگ‌تر از ۱۴۰ متر در مدار نزدیک زمین است. این تلکسوپ در مداری شبیه به مدار زهره به دور خورشید می‌گردد (بین زمین و خورشید) و به گونه‌ای طراحی می‌شود که بتواند ۹۰٪ سیارک‌های محدوده زمین در منظومه شمسی را شناسایی نماید.
طول عمر این تلکسوپ بین ۶ تا ۱۰ سال خواهد بود.